# Ministre de Coordinació de Mesures Defensives
El Ministre de Coordinació de Mesures Defensives fou el títol de Frank Aiken com a membre del Govern d'Irlanda durant L'Emergència, l'estat d'emergència decretat a Irlanda durant la Segona Guerra Mundial. El ministre tenia al seu càrrec la protecció civil i mesures relacionades, permetent al Ministre de Defensa concentrar-se en afers relacionats amb l'exèrcit regular. El departament també era responsable de la censura en temps de guerra.
Tècnicament, Aiken era un ministre sense cartera, ja que no estava a càrrec de cap Departament d'Estat durant el seu mandat encara que hi havia una oficina del Ministre de Coordinació de Mesures Defensives. La llei de Ministres i Secretaris de 1939, que estipula les funcions dels ministres sense cartera,, també estableix que un d'aquests ministres podia tenir una funció o títol específic. De fet, Aiken havia estat nomenat el 8 de setembre de 1939, i la Llei va ser aprovada el 21 de desembre de 1939, data anterior al 8 de setembre. El Ministre de Subministraments, que comptava amb el Departament d'Estat corresponent, es va establir a la mateixes dates. La secció de la Llei sobre ministre sense cartera va ser vist per Richard Mulcahy com a objecte de salvaguardar la legalitat del càrrec d'Aiken.
El Taoiseach Éamon de Valera va explicar les raons darrere del ministeri: :
| « | Tenim llavors el problema de la defensa, i per complir amb aquests problemes de diversa índole crèiem convenient establir un Ministeri per a la coordinació de les diverses mesures defensives. Hi havia una raó especial per a això, ja que amb l'augment de dimensió de l'Exèrcit era convenient que el ministre de Defensa estigués en estret contacte amb l'Exèrcit i la seva condició. Es van formular aleshores al ministre de Defensa preguntes correctes respecte de les condicions dels homes cridats a files, i així successivament. Era just que tothom hauria d'estar interessat en aquestes condicions, i que hi hauria una persona responsable per contestar-les, però que no pot fer-ho si es distreu ambaltres coses. Per tant, es va decidir que el ministre de Defensa, en un moment com aquest, ha d'estar lliure d'altres obligacions que puguin caure sobre ell, per tal de dedicar la seva atenció més de prop l'Exèrcit i a les seves necessitats immediates. Per donar-nos un ministre lliure de fer-ho i, al mateix temps, tenir algú encarregat de la coordinació general de les mesures defensives, li vam preguntar a l'ex ministre de Defensa, i vam demanar al ministre d'Indústria i Comerç, que deixés el seu Departament immediatament i assumís les esferes més àmplies de l'activitat. Està clar que l'home que ha estat fent tota la feina per un període és la persona convenient per a donar-li el càrrec. | » |

El Ministre va rebre funcions delegades d'altres ministeris, de la manera prevista per la secció 6 de la Llei de Poders d'Emergència de 1939. Aiken reforçà una estricta censura de notícies i del material potencialment simpatitzant amb els Aliats, d'acord amb la neutralitat irlandesa. També fou responsable de les precaucions contra els atacs aeris, delegat pel Ministre de Defensa. Seán Moylan, secretari parlamentari del ministre de Defensa, també exercí com a secretari parlamenteri del Ministre de Coordinació de Mesures Defensives.
L'abril del 1941, Aiken va anar als Estats Units per demanar ajuda militar al President Roosevelt. Roosevelt va posar com a condició a Aiken que Irlanda hauria de donar suport Gran Bretanya, el que va provocar Aiken demanar Roosevelt a cercar garanties per part del Govern britànic que el Regne Unit no envairia Irlanda. En 1943, William Davin i Timothy J. Murphy, del Partit Laborista, van qüestionar la necessitat d'un ministre i la vaguetat de les seves responsabilitats.
El ministeri va ser abolit el 18 juny de 1945. L'endemà, Aiken va ser nomenat Ministre d'Hisenda.